# Asteroscopus syriaca
Asteroscopus syriaca är en fjärilsart som beskrevs av W. Warren 1910. Asteroscopus syriaca ingår i släktet Asteroscopus och familjen nattflyn. Inga underarter finns listade i Catalogue of Life.